# 10205 Pokorny
A 10205 Pokorný (korábbi nevén 1997 PX1) a Naprendszer kisbolygóövében található aszteroida. Miloš Tichý és Zdeněk Moravec fedezte fel 1997. augusztus 7-én.

## Kapcsolódó szócikk
- Kisbolygók listája (10001–10500)